# RagTime
Pour les articles homonymes, voir Ragtime (homonymie).
RagTime est un logiciel intégré bureautique comprenant un traitement de texte, un tableur, un grapheur, un module de dessin vectoriel, un module de présentation. 
Le logiciel est orienté bureautique, PAO et CAO. Contrairement aux suites logicielles telles que Microsoft Office ou OpenOffice/LibreOffice qui produisent plusieurs formats de fichiers (.doc/.docx, .xls/.xlsx, .ppt/.pptx, ou .odt, .odp, .ods, etc.), RagTime n'en produit qu'un seul, (.rtd). 

## Description du fichier RagTime
Un fichier (ou document) RagTime consiste en un ensemble de feuillets (groupes de pages formant un tout), maquettes (pour la mise en page des feuillets) et autres composants qui prennent place dans les feuillets : 
- textes ;
- dessins vectoriels ;
- images ;
- feuilles de calcul ;
- graphiques ;
- boutons.

## Mise en page
La mise en page, selon une logique particulière contenant/composant, s'effectue au moyen du module de dessin, avec lequel on crée des réserves (les contenants) pour les divers contenus (les composants). Bien que les composants (textes, feuilles de calcul, dessins, etc.) existent dans le document en tant qu'objets autonomes que l'on peut ouvrir dans leur propre fenêtre, pour la mise en page on les installe usuellement dans des contenants que l'on dispose à son gré dans les pages des feuillets ; un composant donné peut donc figurer en plusieurs endroits d'un document sans en augmenter la taille.

## Fonctionnalités
L'une des caractéristiques du logiciel est l'interaction des divers composants. Par exemple, les contenus des cellules d'une feuille de calcul peuvent être repris en tout endroit du document : dans un texte, dans une figure, etc., où ils sont mis à jour automatiquement ; les feuilles de calcul peuvent servir à la mise en page, les cellules jouant alors le rôle de contenant pour les composants (en plus de leur utilisation pour des calculs et des opérations, les cellules peuvent contenir, au choix de l'utilisateur, un texte, une image, un dessin, un bouton, un graphique ou une autre feuille de calcul) ; les feuilles de calcul peuvent aussi s'utiliser pour gérer le document (pour la numérotation des figures, pour la commande d'une présentation de type diaporama, etc.). Le tableur dispose de fonctions évoluées dont certaines sont compatibles avec celles d'Excel, et génère des feuilles de calcul tridimensionnelles : colonnes, lignes, plans. Des boutons peuvent être créés au sein du document, auxquels on peut attribuer des commandes, des fonctions et, sous MacOS, des AppleScripts. Les boutons sont de types divers : boutons poussoirs, boutons radio, cases à cocher, menus déroulants.  
Un inventaire interactif donne une vue d'ensemble sur le document. Formats d'exportation : PDF, HTML, PS, EPSF, TXT, RTF, DOC (Microsoft Word) XLS (Microsoft Excel), JPEG.